# Houlton (Wisconsin)
Houlton es un lugar designado por el censo ubicado en el condado de St. Croix en el estado estadounidense de Wisconsin. En el Censo de 2010 tenía una población de 386 habitantes y una densidad poblacional de 145,97 personas por km².

## Geografía
Houlton se encuentra ubicado en las coordenadas 45°3′48″N 92°47′27″O / 45.06333, -92.79083. Según la Oficina del Censo de los Estados Unidos, Houlton tiene una superficie total de 2.64 km², de la cual 2.64 km² corresponden a tierra firme y (0%) 0 km² es agua.

## Demografía
Según el censo de 2010, había 386 personas residiendo en Houlton. La densidad de población era de 145,97 hab./km². De los 386 habitantes, Houlton estaba compuesto por el 91.19% blancos, el 0.78% eran afroamericanos, el 1.55% eran amerindios, el 1.04% eran asiáticos, el 1.81% eran isleños del Pacífico, el 0.52% eran de otras razas y el 3.11% pertenecían a dos o más razas. Del total de la población el 3.63% eran hispanos o latinos de cualquier raza.